# Луций Целий Руф
Луций Целий Руф (на латински: Lucius Coelius Rufus) е политик и сенатор на Римската империя през 2 век.

## Биография
Проилиза от фамилията Целии.
През 119 г. той е суфектконсул заедно с Гай Херений Капела.